# Яковенко Оксана Вікторівна
Ксенія Яковенко (Яковенко Оксана Вікторівна) (нар. 6 листопада 1979 року, м. Владивосток)  — українська поетеса та бібліотекарка, авторка 4-х поетичних збірок

## Біографія
Ксенія Яковенко народилась у Владивостоці 6 листопада 1979 року. Її сім'я переїхала до м. Чугуєва Харківської області, коли Ксенії виповнилося 9 місяців. Навчалась у чугуївській школі № 5. Після закінчення школи переїхала до Харкова, де прожила 20 років. У Харкові вийшла заміж і народила двох дітей, Анну та Іллю. Впродовж свого життя змінила багато професій, надаючи перевагу роботі з дітьми. У 2016 році повернулась до Чугуєва, працювала організатором та ведучою творчих заходів у КЦ «Імідж». З 2019 року вона працює у дитячий бібліотеці.
Має публікації в літературних журналах: «ЛАВА», «Я — жінка», журнал «Губернія».
Постійна учасниця культурних заходів і проектів, проводить літературні зустрічі та вечори у Чугуєві та Харкові. Засновник і організатор літературно-музичного салону «Охра».
Була запрошеною гостею на відкритті виставки робіт творчої групи XIX Міжнародного Рєпінського пленеру (м. Харків, 2018), на якому у поетичній формі висловила своє враження від картин митців.

## Творчість

### Поетичні збірки
- «Бусы и цветы» (2014)
- «Чертополох» (2016)
- «Имбирный сон» (2018)[3]
- «Рыжая книга» (2019)

### Публікації
- К. Яковенко. Стихи // Я женщина. Литературный альманах. — Харьков, 2013. — С. 46.
- К. Яковенко. Стихи // Лава I Литературный альманах. — Харьков: Слово, 2012. — С. 51.
- К. Яковенко. Стихи // Лава I Литературный альманах. Харьков: Точка, 2012. C. 49.
- К. Яковенко. Стихи. // Лава III Литературный альманах. Харьков: Слово 2014. — с. 3.

## Нагороди
- Участь у літературному фестивалі «Авалгард — 2016» (м. Харків). Переможець у номінації «Міська лірика».
- Учасник і лауреат фестивалів ОМС-2016 та ОМС—2017 («Одна маленька свічка», «Осінь, світ, вірші» м. Київ)
- Лауреат Міжнародного Фестивалю «Всесвітній День Поезії 21 березня» в м. Харків[джерело?],
- Переможець літературного фестивалю «Бузковий травень-2017» (м. Чугуїв)
- Гран-прі літературного фестивалю « Бузковий травень-2018». (м. Чугуїв)[13][14]
- Лауреат міжнародного літературного фестивалю «Форум молодих поетів — ФМП» — 2019 (м. Київ) — друге місце[джерело?].
- Лауреат ІІ премії у номінації «Поезія» за добірку поезій XIII обласного конкурсу ім. О. С. Масельського на кращий літературний твір (Харківська область, 2019))[15][16]